# 金木郵便局
金木郵便局（かなぎゆうびんきょく）は青森県五所川原市の旧金木町域にある郵便局。

## 所在地
住所：〒037-0299 青森県五所川原市金木町朝日山348-3

## 沿革
- 1874年（明治7年）12月16日 - 金木村郵便取扱所として開局。
- 1875年（明治8年）10月12日 - 金木郵便局と改称。
- 1884年（明治17年）7月1日 - 小包逓送事務開始。
- 1885年（明治18年）
  - 6月10日 - 貯金取扱事務開始。
  - 10月16日 - 為替取扱事務開始。
- 1899年（明治32年）12月26日 - 電信事務を開始し、金木郵便電信局と改称。
- 1903年（明治36年）4月1日 - 金木郵便局と再改称。
- 1908年（明治41年）12月1日 - 振替貯金事務開始。
- 1910年（明治43年）4月1日 - 年金恩給取扱開始。
- 1916年（大正5年）10月1日 - 簡易保険取扱開始。
- 1925年（大正14年）3月21日 - 電話交換取扱開始。
- 1926年（大正15年）10月1日 - 郵便年金取扱開始。
- 1928年（昭和3年）2月1日 - 月掛貯金取扱開始。
- 1931年（昭和6年）10月1日 - 小児保険取扱開始。
- 1933年（昭和8年）11月18日 - 金木字朝日山417番地に局舎移転。
- 1941年（昭和16年）2月 - 三等郵便局を金木特定郵便局と改称。
- 1965年（昭和40年）12月13日 - 金木字朝日山452番3号に局舎移転。
- 1966年（昭和41年）8月14日 - 電話交換業務と電報取扱事務を新設の電電公社金木電報電話局に移管。
- 2007年（平成19年）10月1日 - 民営化に伴い、併設された郵便事業五所川原支店金木集配センターに一部業務を移管。
- 2012年（平成24年）10月1日 - 日本郵便株式会社発足に伴い、郵便事業五所川原支店金木集配センターを金木郵便局に統合。

## 取扱内容
- 郵便、印紙、ゆうパック、内容証明
- 貯金、為替、振替、振込、国際送金、国債
- 生命保険、バイク自賠責保険、がん保険、引受条件緩和型医療保険
- ゆうちょ銀行ATM
  - 宝くじの販売は行わない。
- 五所川原市金木地区全域（〒037-02xx）の集配業務

## 周辺
- 五所川原市役所金木庁舎（旧:金木町役場）
- 五所川原市立図書館金木分館
- 青森県道2号屏風山内真部線
  - 斜陽館 - 太宰治の生家
  - 津軽三味線会館
  - 観光物産館・食事処はな
  - 青森みちのく銀行金木中央支店
  - 青い森信用金庫金木支店
- 津軽鉄道津軽鉄道線金木駅

## アクセス
- 津軽鉄道金木駅から徒歩約210m・約4分
- 弘南バス「金木病院前」バス停から、徒歩約410m・約8分（最短ルートを移動した場合）。
- 駐車場あり：7台

## 参考資料
- 『金木郷土史』（金木町・1976年12月1日発行）「金木町の現況、四 運輸・交通・通信、(三) 通信、1 金木郵便局」